# Santuário Nossa Senhora Mãe de Deus - Theotókos
O Santuário Nossa Senhora Mãe de Deus - Theotókos é um templo católico localizado em Santo Amaro, São Paulo, Brasil. Foi idealizado pelo Padre Marcelo Rossi e projetado pelo arquiteto Ruy Ohtake, sendo notável por sua arquitetura moderna e grande capacidade de público.

## História
O santuário foi construído para substituir o antigo Santuário do Terço Bizantino, que já não comportava o crescente número de fiéis. A construção foi iniciada em 2006 e concluída em 2014, tornando-se um importante centro de peregrinação na cidade de São Paulo. O nome "Theotókos" é um termo grego que significa "Mãe de Deus", um título tradicionalmente atribuído à Virgem Maria.
A construção foi financiada por doações e pela renda obtida com a venda de livros, CDs e DVDs do Padre Marcelo Rossi. O terreno, com cerca de 30 mil metros quadrados, onde anteriormente funcionava uma fábrica de cerveja, foi comprado em 2004 por seis milhões de dólares. O santuário foi inaugurado em 2 de novembro de 2012..

## Arquitetura
Projetado por Ruy Ohtake, o santuário apresenta um design contemporâneo com linhas curvas e um grande vão central. A estrutura é composta por concreto armado e aço, com um telhado em forma de concha que cobre a área principal do templo. O interior é iluminado por grandes janelas e vitrais, criando uma atmosfera de leveza e espiritualidade.
Na entrada do templo, destaca-se uma cruz de 42 metros de altura, um dos elementos mais marcantes do projeto arquitetônico.

## Capacidade e Infraestrutura

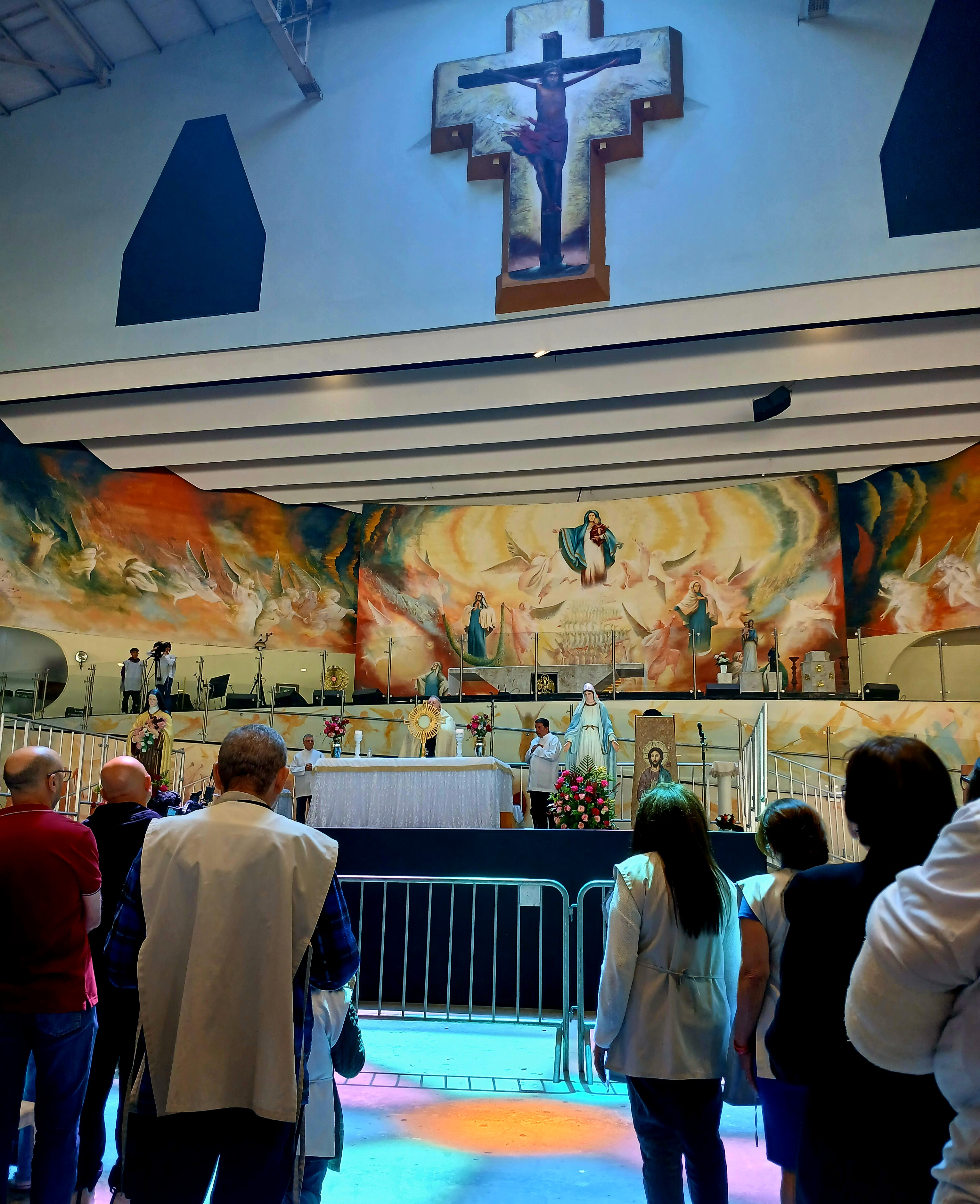
Exposição do Santissimo em Dia de Celebração

O santuário possui capacidade para acomodar até 100 mil pessoas, sendo 25 mil na área interna e 75 mil na área externa. O local conta com uma infraestrutura completa para receber os visitantes, incluindo:
- Estacionamento
- Lojas de artigos religiosos
- Área de alimentação
- Banheiros
- Acessibilidade para pessoas com deficiência

## Importância Religiosa e Cultural
O Santuário Nossa Senhora Mãe de Deus - Theotókos se tornou um importante ponto de referência para os católicos da região e de todo o Brasil. O local recebe milhares de visitantes todos os anos, que buscam participar das missas, eventos religiosos e momentos de oração. Além de sua importância religiosa, o santuário também se destaca por sua arquitetura inovadora e por sua contribuição para o patrimônio cultural da cidade de São Paulo.
É o segundo maior templo do país, e terceiro maior templo do mundo, ficando atrás apenas do Santuário Nacional de Nossa Senhora Aparecida. 

## Localização e Acesso
O santuário está localizado na Avenida Interlagos, na região de Santo Amaro, zona sul de São Paulo. O acesso pode ser feito de carro, ônibus ou trem, com diversas opções de transporte público disponíveis na região. 